# Horní Loučky
Horní Loučky jsou obec v okrese Brno-venkov v Jihomoravském kraji. Rozkládají se v Hornosvratecké vrchovině, přibližně 6 kilometrů severozápadně od Tišnova. Žije zde 314 obyvatel.

## Historie
První písemná zmínka o obci pochází z roku 1353.
K 1. lednu 2005 byla obec Horní Loučky společně s dalšími 23 obcemi převedena z okresu Žďár nad Sázavou (Kraj Vysočina) do okresu Brno-venkov (Jihomoravský kraj).

## Obyvatelstvo
| Rok            | 1869 | 1880 | 1890 | 1900 | 1910 | 1921 | 1930 | 1950 | 1961 | 1970 | 1980 | 1991 | 2001 | 2011 | 2021 |
| -------------- | ---- | ---- | ---- | ---- | ---- | ---- | ---- | ---- | ---- | ---- | ---- | ---- | ---- | ---- | ---- |
| Počet obyvatel | 280  | 343  | 321  | 305  | 316  | 334  | 352  | 361  | 381  | 373  | 306  | 283  | 290  | 303  | 299  |
| Počet domů     | 38   | 50   | 44   | 52   | 52   | 54   | 62   | 74   | 80   | 89   | 81   | 91   | 99   | 104  | 110  |

Vývoj počtu obyvatel

## Pamětihodnosti
- Pomník padlým v první světové válce
- Busta Hynka Kokojana
- Pískovcový kříž
- Mramorový kříž
- 2 dřevěné kříže

## Osobnosti
- Hynek Kokojan (1895–1945), úředník firmy Kazeto, ruský legionář, před 2. světovou válkou major československé armády z povolání. Patřil k 21 lidem popraveným po Přerovském povstání na vojenské střelnici v Olomouci-Lazcích.[6]